# Marsden, West Yorkshire
Marsden är en ort i unparished area Colne Valley, i distriktet Kirklees, Storbritannien. Den ligger i grevskapet West Yorkshire och riksdelen England, i den centrala delen av landet, 260 km nordväst om huvudstaden London. Marsden ligger 251 meter över havet och antalet invånare är 3 577. Marsden var en civil parish 1898–1937 när blev den en del av Colne Valley. Civil parish hade 5 723 invånare år 1931.
Terrängen runt Marsden är lite kuperad. Runt Marsden är det tätbefolkat, med 947 invånare per kvadratkilometer. Närmaste större samhälle är Huddersfield, 10,3 km nordost om Marsden. Trakten runt Marsden består i huvudsak av gräsmarker.